# Sandsmalbi
Sandsmalbi (Lasioglossum sabulosum) är en biart som först beskrevs av Warncke 1986. Den ingår i släktet smalbin och familjen vägbin. Inga underarter finns listade i Catalogue of Life.

## Beskrivning
Sandsmalbiet är ett avlångt, svart bi med en kroppslängd mellan 6 och 7 mm. Hos honan är clypeus (munskölden) och pannan något utbuktande, men inte hos hanen. Han har å andra sidan en gulbrun spets på munskölden, och gulbruna käkar och överläpp. Antennerna är gula på undersidan, mest tydligt hos hanen. Honan har smala, vita hårband längs bakkanten på tergit 2 till 4, och liknande fläckar av vitt hår på främre delen av tergit 2 och 3. Hanen saknar alla sådana hårfläckar. Förväxlingsart är franssmalbi, och vissa auktoriteter har framkastat att sandsmalbi och franssmalbi skulle vara samma art.

## Ekologi
Arten är bunden till sandmarker som bland annat sandtäkter. Globalt flyger den främst till ljungblommor, men har i Sverige iakttagits på maskrosor, gråfibbla och höstfibbla.

## Utbredning
Sandsmalbiet är en uteslutande europeisk art, som förekommer i Frankrike, Schweiz, Tyskland, Belgien, Nederländerna och Sverige.
I Sverige är den sällsynt i södra Halland och västra Blekinge. På senare år har den dessutom påträffats i Skåne (främst efter 2007) och Värmland (2002). Man tror emellertid att de senare fynden inte är några nya populationer, utan att de har funnits där en längre tid med förbisetts vid tidigare inventeringar.
Arten förekommer inte i Finland.

## Status
Arten är rödlistad som nära hotad ("NT") globalt, men i Sverige är den numera (2020) klassificerad som livskraftig. 2010 och 2015 rödlistades den dock som nära hotad ("NT").. Internationellt sett är de största hoten habitatförlust till följd av skogsplantering, byggnation och sandtäkt.